# Buccinasco
Buccinasco là một đô thị ở tỉnh Milano thuộc vùng Lombardia của Italia, khoảng 7 km về phía tây nam củaMilano. Đến thời điểm 31 tháng 12 năm 2004, dân số đô thị này là 25.922 người, diện tích là 12,0 km².
Đô thị Buccinasco có các frazione (đơn vị cấp dưới) Gudo Gambaredo.
Buccinasco giáp các đô thị: Milano, Corsico, Trezzano sul Naviglio, Assago, Zibido San Giacomo.